# Blanca de Évreux

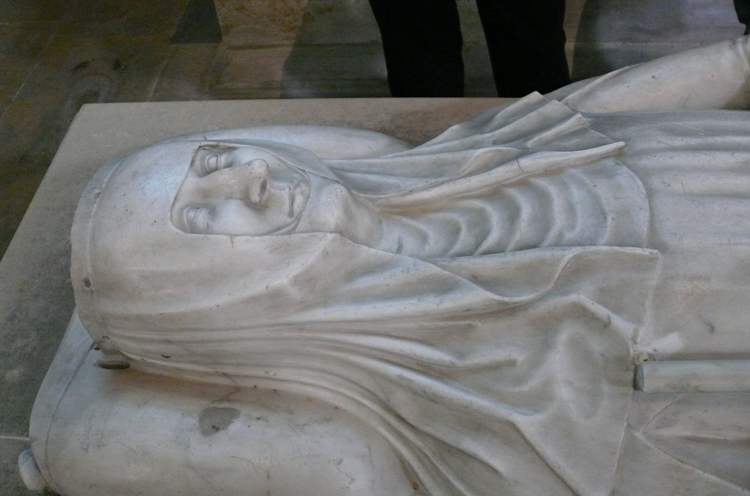
Escultura de la tumba de Blanca de Navarra.

Blanca de Évreux, también conocida como Blanca de Navarra (1333 – Neaufles-Saint-Martin, 5 de octubre de 1398), fue reina consorte de Francia como la segunda esposa de Felipe VI.

## Primeros años de vida
Era hija de Juana II de Navarra y Felipe III el Noble, nieta del conde Luis de Évreux, bisnieta de Felipe IV de Francia. Se convertiría en reina consorte de Francia como la segunda esposa de Felipe VI.

### Matrimonio e hija
El 1 de julio de 1345 se firmó una alianza entre Castilla y Francia por la que el rey francés Felipe VI apoyaría a Castilla contra los musulmanes del sur de la península a cambio de que la potente armada castellana diese apoyo a Francia frente a Inglaterra en la recientemente iniciada guerra de los Cien Años. Para afianzar esta alianza, Blanca de Navarra fue prometida en matrimonio al heredero castellano, Pedro.
Pero la alianza con Castilla no terminó de fraguar y Blanca se casó el 19 o 29 de enero de 1349 (según las fuentes) en París con Felipe VI de Valois, viudo reciente de Juana de Borgoña. Habría sido subyugado por la belleza de la joven princesa, cuya edad era cuarenta años más joven que el rey, y quien era considerada la princesa más bella de su tiempo. Pero su unión fue breve, ya que el rey murió seis meses después de su matrimonio, de agotamiento amoroso según algunos.
Embarazada, dio a luz a una niña, Juana, llamada también Blanca (mayo de 1351 – 16 de septiembre de 1371). La reina viuda se retiró a Neaufles-Saint-Martin cerca de Gisors. Se intentó negociar de nuevo una boda con el rey Pedro I de Castilla para intentar afianzar la alianza que llevaba años negociándose, pero Blanca se negó alegando que las reinas viudas de Francia, por tradición, no volvían a casarse.

## Últimos años de vida
Apareciendo en la corte de Francia sólo en pocas ocasiones, conservó la estima de Juan II el Bueno. Blanca murió el 5 de octubre de 1398 y fue inhumada en la abadía de Saint-Denis.
Estaba interesada en la alquimia, patrocinó a Nicolas Flamel y tuvo laboratorios en algunos de sus castillos. Según un bulo esotérico, Blanca habría sido la séptima Gran Maestre del priorato de Sion.
| Predecesora: Juana de Borgoña | Reina consorte de Francia 1349 – 1350 | Sucesora: Juana I de Auvernia |